# هدم الدولة الفاطمية للكنائس

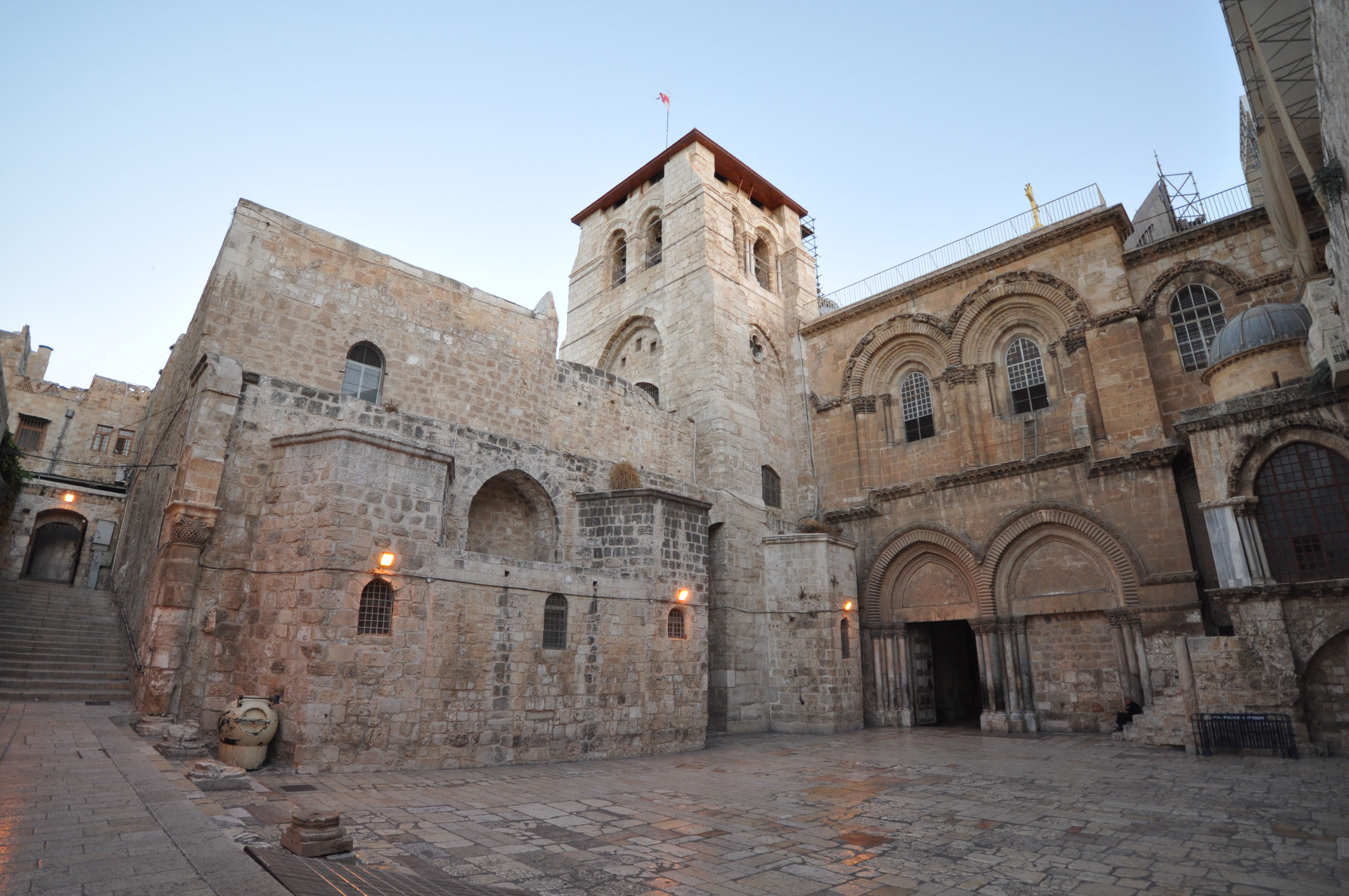
كنيسة القيامة في مدينة القدس وهي أقدس المواقع المسيحية. أُحرقت خِلال العهد الفاطميّ وأُعيد بنائها خلال الحملات الصليبية.

يشير مصطلح هدم الدولة الفاطمية للكنائس إلى عملية هدم الكنائس المسيحية والمعابد اليهودية وتدنيس المخطوطات وغيرها من القطع الأثرية والمباني الدينية المسيحية واليهودية في مدينة القدس وحولها، بناءًا على أمر الخليفة الفاطمي الحاكم بأمر الله في 28 سبتمبر 1009 للميلاد، وتوجت عملية الهدم حرق وهدم كنيسة القيامة في مدينة القدس وهي أقدس المواقع المسيحية. أدت هذه الأعمال إلى إطلاق «الخليفة المجنون» أو «نيرون الإسلام» على الخليفة الفاطمي الحاكم بأمر الله.
تسامح الخُلفاء الفاطميين الأوائل مع أهل الكِتاب، قيل بأنَّهم كانوا يُشجعون إقامة الكنائس والبيع والأديار، بل ربما تولوا إقامتها بأنفسهم أحيانًا. تغيَّر وضعُ اليهود والنصارى مع تولّي الحاكم بأمر الله شؤون الخِلافة، فقسا عليهم في المُعاملة، ويُحتمل أن يكون ذلك بسبب ضغط المُسلمين بعامَّةً الذين ساءهم أن يتقرَّب الخُلفاء من غير المُسلمين ويُعينوهم في المناصب العُليا، فأصدر الحاكم أمرًا ألزم أهل الذمَّة بلبس الغيار، وبوضع زنانير مُلوَّنة مُعظمها أسود، حول أوساطهم، ولبس العمائم السود على رؤوسهم، وتلفيعات سوداء، وذلك لتمييزهم على المُسلمين. وفي وقتٍ لاحق منعهم من الاحتفال بأعيادهم، وأمر بهدم بعض كنائس القاهرة، كما صدر سجل بهدم كنيسة القيامة في بيت المقدس. تشير مصادر مختلفة أن اضطهاد الأقباط قد انتقل إلى أقصى حد في عهد الحاكم بأمر الله مع هدم الكنائس والتسارع في التحويل القسري إلى الإسلام.
وكان هدم كنيسة القيامة أقدس المواقع المسيحية على الأطلاق أحد الأسباب الرئيسية لنشوء الحملات الصليبية. أدّى هدم كنيسة القيامة إلى حالة من الغضب في العالم المسيحي. وكان السبب الرسمي المعلن للحملات الصليبية الصعوبات التي تعرض لها الحجاج المسيحيين في الوصول إلى الأماكن المسيحيّة المقدسة وهدم كنيسة القيامة. غير أنه كانت أيضًا دوافع الحملات الصليبية متعددة منها دوافع دينية، واقتصادية، وتوسعيّة، واجتماعية.